# Casa-Grande de Mesquita
A Sociedade Beneficente da Santa Cruz de Nosso Senhor do Bonfim ou Casa-Grande de Mesquita, localiza-se na Baixada Fluminense, no estado do Rio de Janeiro, no Brasil.
A Casa-Grande de Mesquita foi a continuadora de um dos primeiros terreiros de candomblé do Rio de Janeiro do final do século XIX e início do século XX, o do Pai João Alabá d'Omolu. O terreiro de Alabá ficava situado na Rua Barão de São Félix, nº 174, no bairro da Saúde e foi considerado uma filial do Ilê Axé Opô Afonjá (uma dissidência do Ilé Iá Nassô em Salvador). Entre as filhas de santo do Pai Alabá estavam Tia Ciata, Tia Amélia do Aragão (mãe de Donga), Tia Preciliana (mãe de João da Bahiana), Tia Mõnica, Tia Bebiana, Tia Carmem, Tia Gracinda e Tia Sadata. Após o falecimento de Pai João Alabá herdaram os assentamentos do seu orixá os senhores Vicente Bankolê e sua esposa Tia Pequena, que  transferiram o terreiro para o bairro de Bento Ribeiro, no subúrbio do Rio de janeiro e, depois, para Mesquita, na Baixada Fluminense. Em Mesquita, no ano de 1937, foi fundada a Sociedade Beneficente da Santa Cruz do Nosso Senhor do Bonfim, ou, Casa-Grande de Mesquita, o primeiro terreiro de candomblé da Baixada Fluminense.(Marcondes de Moura, Carlos Eugênio <www.geledes.org.br>)